# Fritz Dinger (Offizier)
Fritz Dinger (* 20. August 1915 in Ottweiler; † 27. Juli 1943 in Scalea, Italien) war ein deutscher Offizier und Jagdflieger der Luftwaffe während der NS-Zeit.

## Leben
Nach dem Schulbesuch wurde er noch vor Ausbruch des Zweiten Weltkrieges am 1. Mai 1939 zur Wehrmacht einberufen, wo er eine Ausbildung zum Jagdflieger absolvierte und bis zum Hauptmann der Luftwaffe (Beförderung am 1. Juli 1943) aufstieg. Er war zuletzt als Führer der IV. Gruppe des Jagdgeschwaders 53 Pik As eingesetzt und verbuchte 67 Luftsiege, darunter zehn Abschüsse in Tunesien. Am 27. Juli 1943 verlor er bei einem Luftangriff der angloamerikanischen Streitkräfte auf Scaela in der Region Kalabrien durch Bombensplitter sein Leben.

## Auszeichnungen
- Frontflugspange
- 1942: Ehrenpokal der Luftwaffe
- 1942: Deutsches Kreuz
- 1942: Ritterkreuz des Eisernen Kreuzes